# Reinventing the Steel
 (octobre 2021).
Si vous disposez d'ouvrages ou d'articles de référence ou si vous connaissez des sites web de qualité traitant du thème abordé ici, merci de compléter l'article en donnant les références utiles à sa vérifiabilité et en les liant à la section « Notes et références ».
Albums de Pantera
Official Live: 101 Proof
(1997) The Best of Pantera: Far Beyond the Great Southern Cowboys' Vulgar Hits! (compilation)
(2003)
Reinventing the Steel est le neuvième et dernier album du groupe Pantera. Il est classé à la 4e place du Billboard 200 à sa sortie, 8e place du Top Canadien et la 5e place du Top album internet.

## Pochette
La pochette de l'album a été faite par Scott Caliva (1967–2003), un ami du chanteur Phil Anselmo. Scott a pris une photo d'un fêtard en train de sauter à travers un feu de camp serrant dans sa main une bouteille de  whisky Wild Turkey chez Phil. La bouteille est pixelisée sur la pochette donc la marque n'est pas visible.

## Liste des titres
1. Hellbound – 2:41
2. Goddamn Electric – 4:56
3. Yesterday Don't Mean Shit – 4:19
4. You've Got to Belong to It – 4:13
5. Revolution Is My Name – 5:15
6. Death Rattle – 3:17
7. We'll Grind That Axe For a Long Time – 3:44
8. Up Lift – 3:45
9. It Makes Them Disappear – 6:22
10. I'll Cast a Shadow – 5:22

## Membres du groupe
Pantera
- Phil Anselmo : Chant
- Dimebag Darrell : Guitare
- Vinnie Paul : Batterie
- Rex Brown : Basse

Membres additionnels
- Kerry King : Solo de fin sur Goddamn Electric[2]